# Tōru Irie
Tōru Irie (入江 徹?, Irie Tōru; Prefettura di Shizuoka, 8 luglio 1977) è un allenatore di calcio ed ex calciatore giapponese, di ruolo difensore.